# مكتب المبعوث الأممي الخاص إلى اليمن
مكتب المبعوث الخاص للأمين العام لليمن هو مكتب يتبع الأمم المتحدة تم تأسيسه عام 2012 لمساعدة الأمين العام في اليمن.

## قائمة المبعوثين
جمال بن عمر: كان المغربي جمال بن عمر أول مبعوث أممي خاص الى اليمن وبدأ في تمثيل الأمين العام في اليمن خلال صيف عام 2011 وعُين رسميًا كمبعوث خاص في 1 أغسطس 2012. ساعد جمال بن عمر في تنظيم مؤتمر الحوار الوطني عام 2013. بحلول نهاية عام 2014 وبداية عام 2015، اندلع صراع شامل في اليمن، والذي حاول بن عمر التوسط فيه. استقال بن عمر في أبريل 2015 بعد فشله في منع الصراع.
إسماعيل ولد الشيخ أحمد: في 25 أبريل 2015 عُين الموريتاني إسماعيل ولد الشيخ أحمد مبعوثًا خاصًا للأمين العام للأمم المتحدة في اليمن. درس ولد الشيخ الاقتصاد في جامعة ماستريخت وجامعة مونبلييه، كما درس الموارد البشرية في جامعة مانشستر. بين عامي 2008 و 2012 كان ولد الشيخ يشغل منصب منسق الأمم المتحدة للشؤون الإنسانية والتنمية في سوريا. من 2012 إلى 2014 شغل نفس المنصب في اليمن. في يونيو 2017، اتهم الحوثيون ولد الشيخ بالتخلي عن حياده وحذروه من عدم القدوم إلى اليمن مرة أخرى. ترك أحمد منصبه في 22 يناير 2018. في يونيو 2018 عُين وزيرا للخارجية في موريتانيا.
مارتن غريفيث: في 16 فبراير 2018 عيُن مارتن غريفيث مبعوثًا خاصًا الى اليمن. غريفيث دبلوماسي بريطاني محترف، وعمل سابقًا كأول مدير تنفيذي للمعهد الأوروبي للسلام مابين 2016 إلى سبتمبر 2018. في عام 1999 ساعد في إطلاق مركز الحوار الإنساني في جنيف. في 12 مايو 2021 أعلن الأمين العام للأمم المتحدة أنطونيو غوتيريش تعيين غريفيث وكيلًا للأمين العام للشؤون الإنسانية ومنسق الإغاثة في حالات الطوارئ التابع لمكتب تنسيق الشؤون الإنسانية (أوتشا).
هانس غروندبرغ: في 6 أغسطس 2021 عين الأمين العام للأمم المتحدة أنطونيو غوتيريش السويدي هانس غروندبيرغ مبعوثا خاص له إلى اليمن. وشغل غروندبرغ منصب سفير بعثة الاتحاد الأوروبي في اليمن منذ عام 2019.